# السفارة السعودية في تشاد
سفارة المملكة العربية السعودية في جمهورية تشاد، هي بعثة دبلوماسية سعودية تقع في العاصمة التشادية أنجمينا ويترأس البعثة سفير خادم الحرمين الشريفين عامر بن علي الشهري. العنوان: كليب مات دي شاتوا شارع الاربعين.

## وصلات خارجية
- موقع سفارة المملكة العربية السعودية السعودية في تشاد
- وزارة الخارجية السعودية (بالعربية)
- Ministry of Foreign Affairs of Kingdom of Saudi Arabia (بالإنجليزية)